# شهرستان فوارد (تگزاس)
شهرستان فوارد، تگزاس (به انگلیسی: Foard County, Texas) یک سکونتگاه مسکونی در ایالات متحده آمریکا است که در تگزاس واقع شده‌است.

## خصوصیات
شهرستان فوارد ۱٬۸۳۳٫۷۲ کیلومترمربع مساحت دارد.